# Wenden (livländisches Adelsgeschlecht)

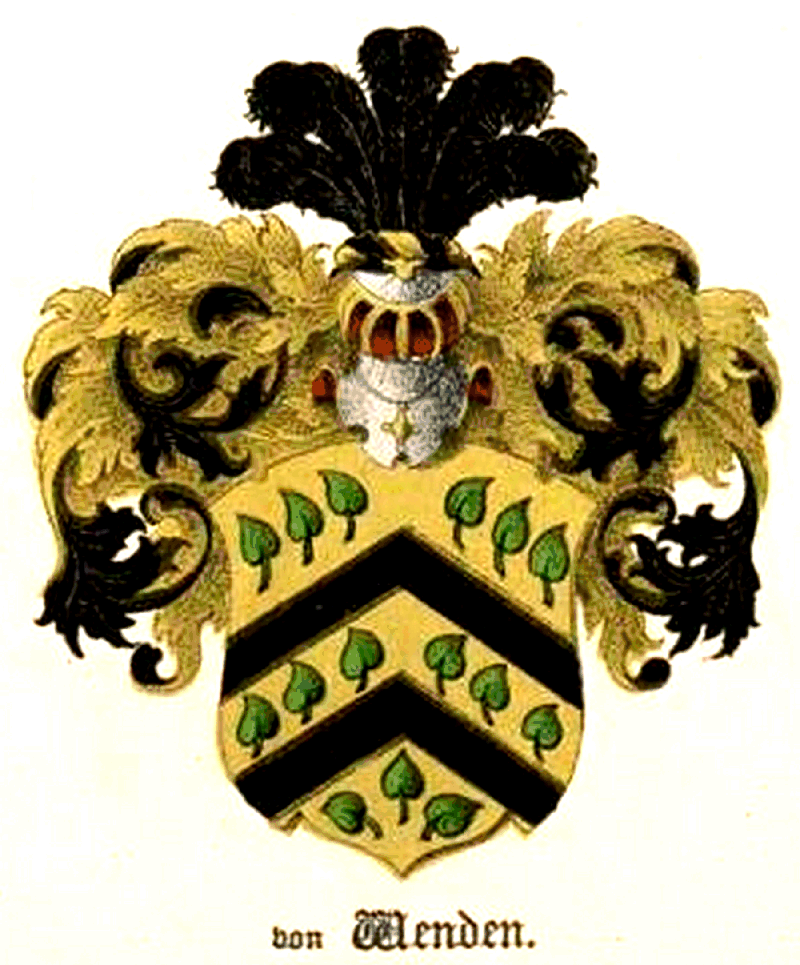
Wappen derer von Wenden nach Klingspor (1882)

Wenden ist ein braunschweigisches Uradelsgeschlecht, das sich früh nach dem Bistum Halberstadt und Brandenburg ausbreiten konnte und zuletzt in Hannover bzw. in Livland blühte. Das Geschlecht ist im 19. Jahrhundert erloschen.
Es besteht keine Stammesverwandtschaft zu den dem gleichnamigen pommerschen Adelsgeschlecht von Wenden, welches 1699 in den Reichsadelsstand nobilitiert wurde.

## Geschichte
Frühe Vertreter des Geschlechts firmierten auch unter dem Namen von Dahlum nach dem braunschweigischen Ort Dahlum. Später nannte sich das Geschlecht nach dem Ort Wenden bei Braunschweig und zählte früh zu den Gefolgsleuten der Welfen. Zahlreiche Angehörige werden in diesem Zusammenhang urkundlich genannt. So auch Ludolf von Wenden, der als Ministeriale Heinrichs des Löwen im Jahre 1143/44 das Kloster in Riddagshausen stiftete. Auch für das 13., 14. und 15. Jahrhundert sind zahlreiche urkundliche Nennungen der Familie im Braunschweigischen bekannt. So werden etwa Heinrich (1241), Baldwin (1263), Boldewin und Heinrich (1273) sowie Heinrich (1283) in Urkunden des Lüneburgisches Urkundenbuchs genannt. Weiterhin sind Ritter Balduin von Wenden und sein gleichnamiger Sohn urkundlich belegt. Beide lassen sich 1308 gegenüber dem Marienspital Braunschweig wegen eines Waldes ein. 1308/1322 verständigt sich erneut ein Ritter Balduin von Wenden mit Herzog Otto. Es finden sich aber auch zahlreiche Einträge etwa im Braunschweiger Schichtbuch. So hatten auch die von Dahlum/Wenden am „alltäglichen Kleinkrieg des Mittelalters“ im 14. Jh. ihren lebhaften Anteil: Von ihren Schlössern Jerxheim und Ampleben aus provozierten sie durch ihre Raubzüge den Magdeburger Erzbischof Peter, der ausziehen ließ, „die von Wenden zu besuchen“. Die Braunschweiger zogen ihm entgegen und unterlagen, was erhebliche Lösegeldforderungen zur Folge hatte und einen wesentlichen Beitrag dazu bedeutete, dass es zur Großen Schicht (17. April 1374) in Braunschweig kam. Während der nun folgenden Ächtung der Stadt nahm das Raubritterunwesen unter Otto d. Quaden stark zu, weshalb sich die Stadt genötigt sah, ihre Raubschlösser zu ersteigen und zuweilen auch zu brechen: als eins der ersten 1378 Schloss Dahlum (Vogtsdahlum).
Einen sehr engagierten Einfluss übte der Hildesheimer Dompropst Eckard von Wenden bei der 1471 anstehenden Bischofswahl aus. Otrave von Wenden wurde bei Nennung seines verstorbenen Bruders Baldewin von Wenden bzw. dessen Witwe in den Jahren 1490 und 1491 im Zusammenhang mit der Stifterfamilie der magdeburgischen Sankt-Laurentius-Kirche von Olvenstedt urkundlich. Der Abt von St. Michaelis in Lüneburg Balduin von Wenden urkundet in den Jahren 1429–1432 mehrfach wegen eines Hofes in Wichmannsdorf.
Auch im Zuge der Ostexpansion des Deutschen Ordens werden bereits im Mittelalter Angehörige des Geschlechts in Preußen und Livland genannt. So waren Thidericus de Wenden im Jahr 1320 und Ludolfus de Wenden in den Jahren 1293/1294 Ratsherren in Riga. Friedrich von Wenden, der Komtur zu Thorn, ließ 1389 den Ort Wenden nach Kulmer Recht anlegen.
Die Herzöge Wilhelm und Friedrich von Braunschweig trugen der Familie von Wenden 1458 das Erbschenkenamt auf. In diesem sollten die von Wenden im Falle eines Absterbens von den Herren von Reindorff beerbt werden, welche jedoch bereits vorher erloschen.
1525 kaufte Ludolf von Wenden das Gut Rodersdorf. Aus dem Jahre 1575 ist ein noch heute erhaltener Renaissancekamin erhalten, der das Vereinigungswappen der Eheleute Wenden-Bülow zeigt. Nach allgemeiner Auffassung galt das Geschlecht mit dem Tod des braunschweigischen Hofmarschalls Hans von Wenden am 15. März 1595 als erloschen. Wie jedoch bereits Leopold von Ledebur ausführte, blühte das Geschlecht hiernach wenigstens noch in der Mark Brandenburg.
Mit dem Sohn eines hannoverschen Generals, dem ebenfalls kurhannoverschen, später preußischen Major Carl Wladislaus von Wenden († 1761/67), welcher am 21. August 1735 das Gut Schliepenhof im Kirchspiel Nitau erwarb, verpflanzte sich das Geschlecht ein zweites Mal nach Livland. Seine beiden Töchter Christina Elisabeth von Wenden († vor 1777) und Ulrika Eleonore von Wenden (1741–1810) waren nacheinander mit dem russischen Generalmajor Justus von Mensenkampff (1718–1784) vermählt. Der Sohn und Bruder der eben genannten Damen Reinhold Jacob von Wenden († 1806) wurde russischer Major und Erbe zu Schliepenhof. Er wurde 1797 bei der Livländischen Ritterschaft immatrikuliert. Dieser wiederum hatte eine Tochter Ulrika Margarete von Wenden, vermählt mit Anton Adamowitsch, und einen Sohn Gustav Heinrich von Wenden († 1815). Als Vormund für seinen Neffen Karl Gustav von Wenden verpfändete Adamowitsch Schliepenhof noch 1815 und cedierte es 1818. Der russische Generalmajor Karl Gustav von Wenden beschloss die Stammlinie seines Geschlechts in der 4. livländischen Generation im Jahre 1867.

## Historischer Güterbesitz
Die von Wenden waren früh und vordergründig im Braunschweigischen begütert. Hier wurden Al(b/g)ersdorf (1190), Allerbüttel (1350), Beyersdorf (1190), Brunsroderfeld (1343), Dahlum (1219–1481), Detten (1346), Detmerode (1345–1367), Einem (1315), Emmer (1434), Emmerstedt (1258), Esbeck (1358–1449), Hemmendorf (1483), Hessen (1506), Hohnsleben (1190), Isenbüttel (1350), Jerxheim (1374–1382), Kälberlah (1350), Nendorf (1190), Offleben (1190), Rapke (1345–1367), Vensleve (1315), Webeck (1190–1312) und Wenden (1145) zum Gutsbesitz gezählt. Im 16. Jahrhundert bestand Gutsbesitz zu Beyer-Naumburg (1541), Rodersdorf (1525–1595) und Schneidlingen (1541) im Bistum Halberstadt. Schließlich besaßen die von Wenden im brandenburgischen Göttin (1619–1703), Neuenburg (1572) und Tankow bei Friedeberg (1347).

## Angehörige
- Baldwin II. von Wenden († 1441), Abt des Benediktinerklosters St. Michaelis zu Lüneburg und Erzbischof zu Bremen

## Wappen
Das Stammwappen zeigt in Gold (auch in Silber) zwei flache schwarze (auch blaue) Sparren zwischen 15 (6:6:3) nach der Sparrenrichtung aufgestellten grünen Birken- oder Lindenblättern. Auf dem Helm mit schwarz-goldenem Wulst auf ebensolchen Decken fünf schwarze Straußenfedern (auch Hahnenfedern).
Ein Siegelabdruck, der das Stammwappen zeigt, ist im Urkundenbuch des Hochstiftes Hildesheim abgebildet.

Wappen Wenden (Braunschweig)